# Tengo miedo, torero
Tengo miedo torero es el cuarto libro y única novela del escritor chileno Pedro Lemebel. Fue publicado en Chile en 2001 por la colección «Biblioteca breve» de Seix Barral. Ese mismo año se publicó también en España en la colección «Narrativas hispánicas» de Anagrama.
La novela, situada en Santiago de Chile durante el segundo semestre de 1986, trata acerca de una historia de amor gay entre un homosexual adulto de escasos recursos y un guerrillero de izquierda perteneciente al Frente Patriótico Manuel Rodríguez, que participará del atentado contra la dictadura militar de Augusto Pinochet. Entre los personajes de la novela figuran el mismo Pinochet, su esposa Lucía Hiriart y Gonzalo Cáceres, por entonces estilista de Hiriart y que más tarde se convirtió en personaje de farándula.

## Creación de la novela
La obra fue escrita con el apoyo del Fondo Nacional de Desarrollo Cultural y las Artes, un fondo concursable administrado por el Consejo Nacional de la Cultura y las Artes, y también gracias a una Beca Guggenheim, otorgada por la John Simon Guggenheim Memorial Foundation.
Como lo indica Lemebel en una página al inicio del libro, la novela surgió a partir de veinte páginas escritas por el autor a fines de los años 1980. Una serie de agradecimientos que figuran en dicha página, incluyendo uno «a la casa» misma, dan a entender una naturaleza autobiográfica en el contenido de la historia.
Su título, «Tengo miedo, torero», es el verso de una canción de la española Sara Montiel (1928-2013). Además dentro de la novela es el santo y seña que establecen los protagonistas para identificarse. Un segundo título que contemplaba el autor para la novela es el de «La loca del frente».

## Estructura
Escrito en tercera persona, la novela gira en torno a un personaje principal del cual el narrador describe tanto lo que piensa como lo que siente. Los diálogos están escritos en medio de los párrafos, sin cortar el flujo del texto. El libro está dividido en secciones sin título, y llegado a un punto comienzan a intercalarse algunas secciones dedicadas exclusivamente a Augusto Pinochet y la relación con su esposa, Lucía Hiriart. Ambas historias, la del protagonista y su amado, y la de Pinochet y su esposa, transcurren en paralelo, intercalándose hacia el final del libro con mayor frecuencia, incluso varias veces en una misma sección. Donde más se acentúa este paralelismo es cuando se relata el día mismo del atentado a Pinochet, por medio de una descripción cronológica de los hechos, explicitando la hora exacta en que estos van ocurriendo.

## Argumento
La historia comienza en la primavera de 1986, en un barrio pobre de Santiago de Chile habitado por numerosas personas de izquierda. En plena época de dictadura, la capital está colmada de frecuentes protestas, marchas y cierta sensación de esperanza por derrocar a Augusto Pinochet del poder. En este contexto llega al barrio la «Loca del Frente», un gay afeminado de más de cuarenta años, quien arrienda una casa ruinosa para vivir. Carlos, un joven apuesto y viril, le ayuda a acomodar sus escasas pertenencias, comenzando a frecuentarla e invitando también a otros amigos universitarios durante las noches con la excusa de ser un lugar tranquilo para estudiar. Las secretas reuniones, realizadas durante el toque de queda, se comienzan a hacer cada vez más frecuentes, y en aquellas en que Carlos no puede participar, se queda conversando con una cada vez más enamorada dueña de casa, quien pese a las peticiones de sus pocos amigos gay, no ha querido presentar a su enamorado. Durante estas conversaciones, la Loca del Frente saca a relucir su pasado ligado a la prostitución, y una familia quebrada, siendo huérfana de madre e hijo de un padre abusador, a quien abandonó a los 18 años cuando éste quiso obligarla a hacer el servicio militar.

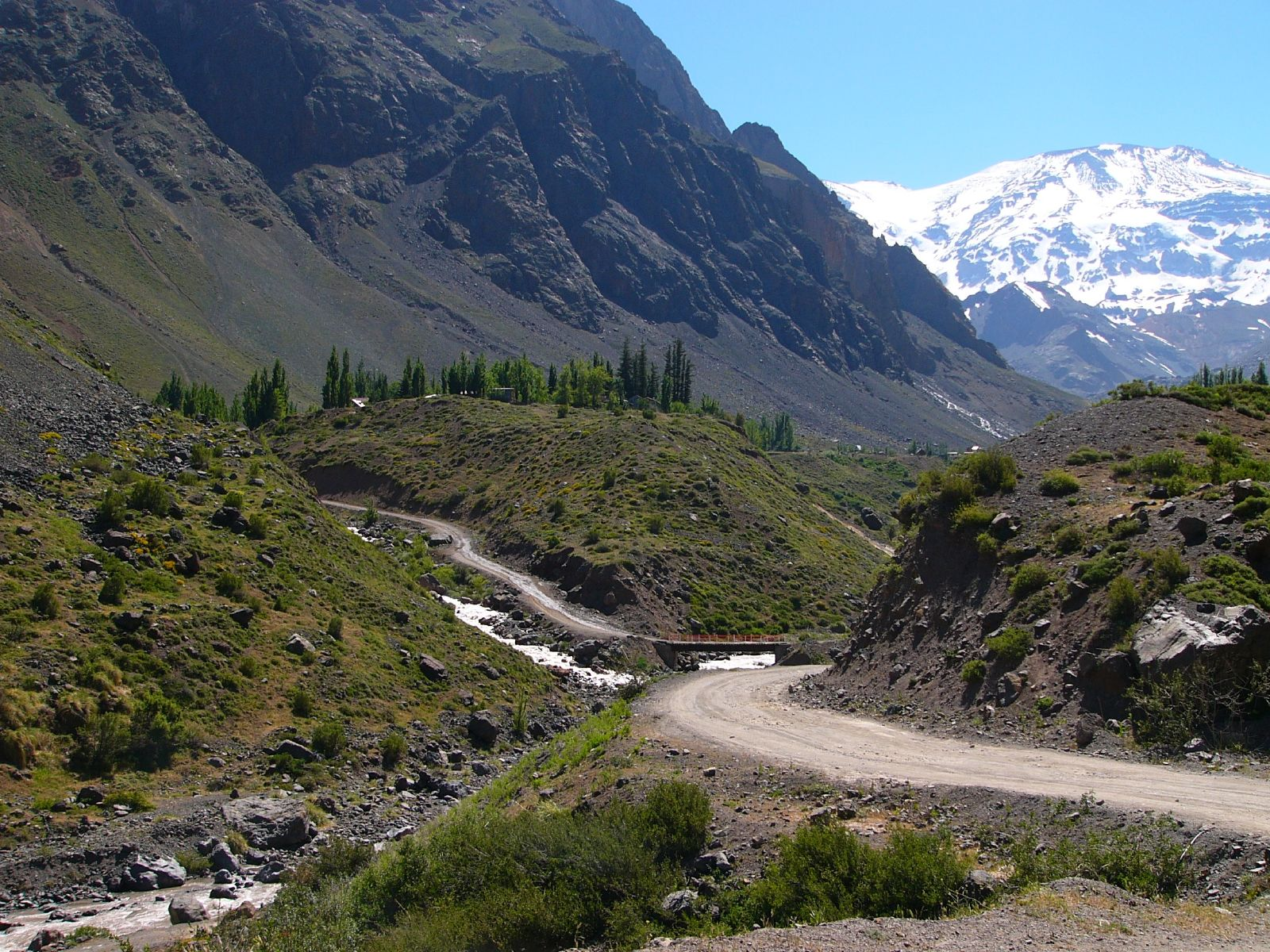
Vista del Cajón del Maipo, donde transcurre una parte importante de la historia.

Bandera del Frente Patriótico Manuel Rodríguez.

Llega el mes de septiembre y, como es lo usual, aumentan las protestas por el Golpe de Estado del 11 de septiembre de 1973. Un día Carlos deja en casa de la Loca un sospechoso tubo de metal, y acto seguido la invita a pasear al Cajón del Maipo, adonde suelen ir a descansar Augusto Pinochet y su esposa, Lucía Hiriart, acompañados por un estricto contingente militar. Una vez allí, mientras Carlos saca fotografías y toma medidas del terreno, supuestamente para un trabajo universitario, pasa muy cerca de ellos el vehículo blindado del dictador, junto a su comitiva militar —dentro del vehículo, una Lucía Hiriart cuica, frívola, clasista, copuchenta, parlanchina, supersticiosa y católica, va recriminando a su esposo de que no los reciban las autoridades en el extranjero, ni siquiera en Sudáfrica—. Sin entender la minuciosidad del trabajo de Carlos, la Loca prefiere no preguntarle nada, para no quedar como tonta; en lugar de eso, baila para él, mientras este deja brevemente sus tareas de lado para mirarla con gran asombro e interés. Más tarde, al dejarla en su casa, oyen en el auto una noticia radial acerca de un allanamiento de armas del Frente Patriótico Manuel Rodríguez (FPMR), un grupo revolucionario y armado de extrema izquierda opositor a Pinochet. Carlos entonces se va abruptamente, sin despedirse. Pese a ello, la Loca no alcanza a enojarse por demasiado tiempo, pues Carlos regresa prontamente pidiéndole disculpas. Paralelamente, Pinochet, haciendo caso omiso de las permanentes quejas de su esposa, cae en la cuenta de que aquella pareja que vieron camino al Cajón del Maipo eran homosexuales, y furioso, se propone contactar al alcalde para poner vigilancia en el lugar.

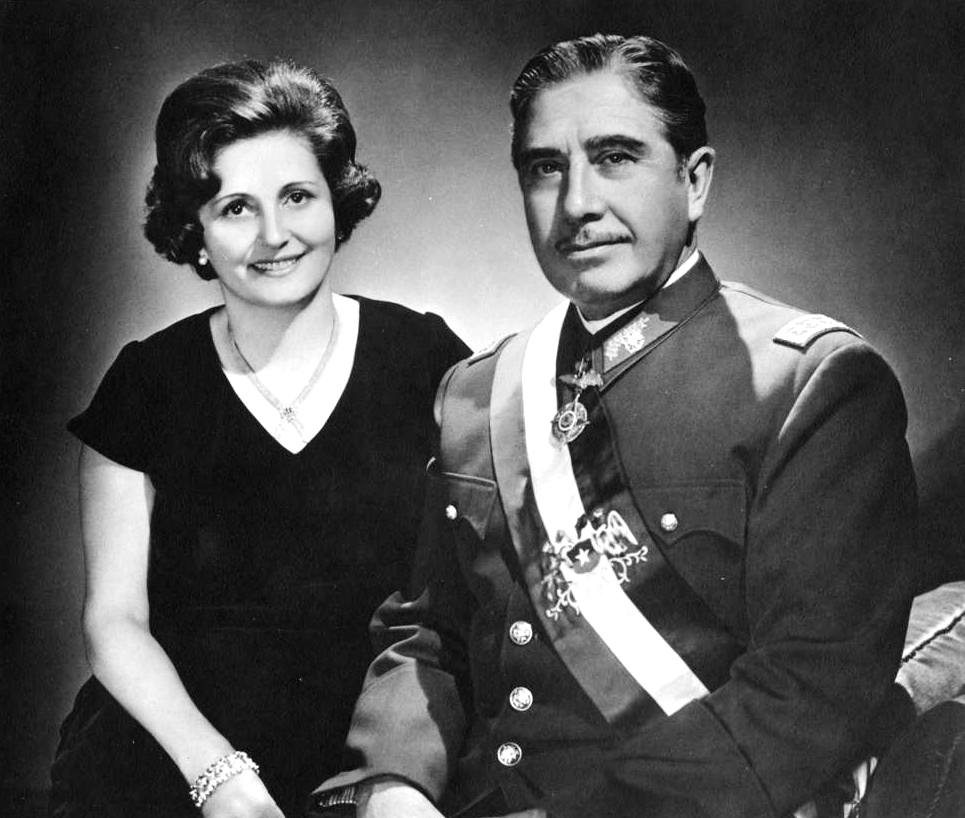
Lucía Hiriart y Augusto Pinochet hacia 1974. Ambos son personajes importantes y frecuentes en la novela.

A la mañana siguiente, la Loca, que se gana la vida bordando manteles, va a dejar un pedido al barrio alto, a casa de la Señora Catita, la adinerada esposa del General Ortúzar, quien está organizando una gran cena de militares con motivo de la celebración del 11 de septiembre. Entonces en paralelo ocurre lo siguiente:
| Durante el largo viaje en micro, la Loca defiende a unos estudiantes de los insultos de una vieja «momia». Orgullosa y asombrada por su actitud —pues ella nunca se mete en política— llega a la lujosa mansión, pero una vez frente al comedor, unas repentinas náuseas producidas por imaginar su mantel ensuciado por los militares antimarxistas de Pinochet, la llevan a irse del lugar sin entregar el pedido, sabiendo que con ello pierde a su mejor clienta, pero al mismo tiempo sintiéndose una persona digna por segunda vez en el día. | Lucía Hiriart continúa recriminando a su esposo, esta vez por su falta de estilo y su vida deficiente junto a él, sin los lujos y la aceptación pública que quisiera. Pinochet, escuchándola en silencio y recordando a la joven sencilla de diecisiete años de quien se enamoró, se duerme sufriendo otra de sus pesadillas recurrentes. |

Más tarde, la Loca va a visitar a sus amigas Lupe, Fabiola y Rana, tres gais también de escasos recursos que viven en la comuna de Recoleta, cerca del Cementerio General. De todas ellas, la treintañera Lupe es la más joven del grupo, y quien lleva los hombres a la casa. La Rana, por su parte, es la mayor, con un pasado como trabajadora en un refinado prostíbulo en el norte del país. La Loca le debe a esta última haberla rescatado hace años del alcoholismo y la miseria, enseñándole el oficio de costurera y dándole alojamiento y comida. Luego que la Loca la superara en la técnica del bordado, comenzando a quitarle clientes, la Rana la echó de la casa, reconciliándose tiempo después.
| Días después, la Loca le hace a Carlos una fiesta de cumpleaños, invitando a todos los niños de su calle para intentar simular los cumpleaños cubanos, tal y como éste le había dicho que se celebraban en el país caribeño. Luego de marcharse todos los niños, Carlos brinda con un pisco por el mejor cumpleaños de su vida, y decide contarle un secreto de su niñez, cuando descubrió la masturbación con su mejor amigo de la infancia. Ya borracho, Carlos se queda dormido, y la Loca suavemente le hace una felación, que luego no acaba por reconocer que haya sido real, abriendo la posibilidad de que sólo lo haya imaginado. | Esa misma mañana, Augusto Pinochet desea dormir un poco más, evitando oír el parloteo incesante de su mujer. Sin embargo, sueña con su traumático décimo cumpleaños, cuando su madre lo obligó a invitar a todos sus compañeros de colegio, a quienes consideraba sus enemigos, y por ello ocultó a escondidas en su torta moscas, arañas y cucarachas. Pero finalmente no llegó ningún invitado, y por tanto, a petición de su madre, tuvo que comerse la torta solo. |

El día siguiente transcurre paralelamente para ambas parejas de la siguiente manera:
| Por la mañana, los compañeros de Carlos comienzan a llevarse los paquetes de la casa de la Loca, quien a estas alturas ya supone que se trata de armas. Esta, por su parte, lleva al centro un pesado encargo de Carlos, en medio de protestas y gases lacrimógenos. A su regreso, Carlos se lleva los últimos paquetes, dejando la casa casi vacía, y antes de marcharse le confiesa lo que ella ya suponía: que todo aquello se trataba de armas, que él pertenece al Frente Patriótico Manuel Rodríguez, y que luego de toda la ayuda prestada, ella también de alguna manera ahora es parte del «Frente». También le dice que la quiere mucho, y que se pone contento cuando está con ella. Luego se van juntos en auto a devolver un tocadiscos a Recoleta, y los recibe la Rana con una once. Después de una alegre tarde, Carlos se despide, quizás para siempre, pero la Loca lo aleja enfadada, quedándose sola y preocupada en su casa desmantelada. Tras recibir una llamada del almacén de parte de doña Catita, la Loca pide que le digan que ya no vive en el barrio, y sintiendo un mal augurio, decide pasar el resto de la tarde en el centro. En la Alameda encuentra en el suelo volantes de protesta; al agacharse para tomar uno, un carabinero la golpea. En la catedral se une a una protesta de mujeres de familiares detenidos desaparecidos, que es repelida con gases lacrimógenos, debiendo huir dentro de una galería, donde es guiada por un taxiboy al Cine Capri, un deprimente cine porno gay. Pese a los intentos de éste por ofrecerle sus servicios, la Loca esta demasiado preocupada, así que finalmente sale del cine, encontrándose con la ciudad conmocionada, pues ya se ha efectuado el atentado, enterándose de que todos los del Frente se han salvado, que han muerto siete militares y que Pinochet ha resultado ileso. | Pinochet se va temprano con su comitiva al Cajón del Maipo, quedándose —para su alegría— su esposa en casa acusando una jaqueca. Debido a inesperados arreglos del camino, deben irse por Pirque en lugar de Achupallas, el trayecto inicialmente contemplado. Dentro de su vehículo blindado, el dictador se siente invulnerable, salvo quizás por aquellos guerrilleros «amariconados» del Frente. Una vez en su mansión intenta descansar, pero distintas razones lo hacen enfurecer: la petición de su secretario de que revise un discurso oficial, un cadete afeminado deambulando por su casona, un periódico español donde lo tratan como un criminal. Luego de almorzar intenta dormir una siesta, pero sueña con cóndores y águilas arrancándole los ojos. Ya entrada la tarde emprenden el regreso a Santiago, pidiendo a su comitiva reducir la velocidad —pese a las normas de seguridad— para demorar la llegada. De pronto comienza la balacera. Los militares se acobardan y sólo atinan a esconderse, pero el chófer de Pinochet —quien aterrado ha defecado en sus pantalones— lo logra sacar de la emboscada. |

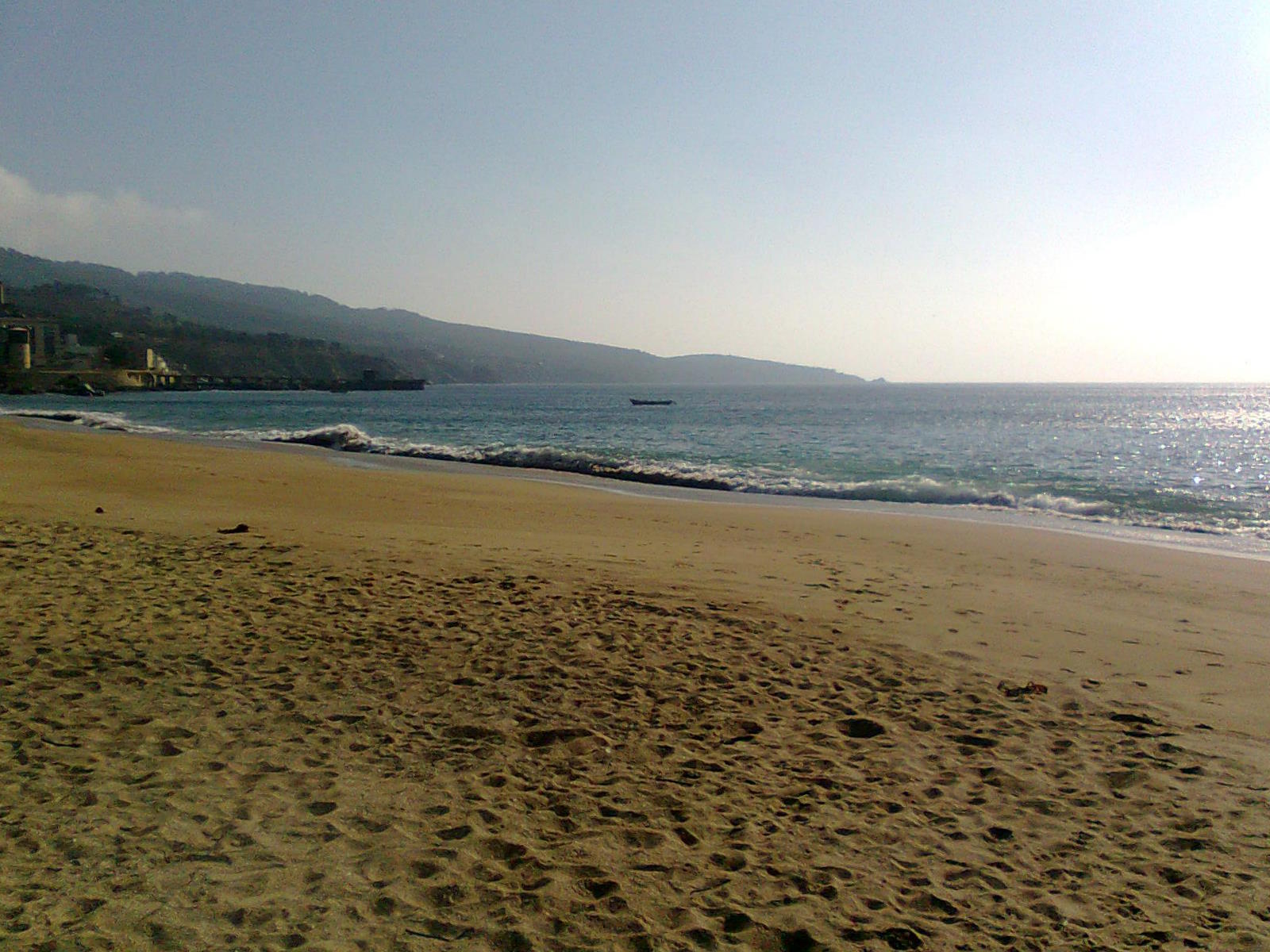
Playa de Laguna Verde, en Valparaíso, donde se despiden los protagonistas

En medio de un Santiago conmocionado, mientras Lucía Hiriart da una rueda de prensa y Pinochet continúa con miedo y pesadillas, Laura, otra compañera del Frente, lleva a la Loca a un bar en Viña del Mar, para que se reúna con Carlos, quien cariñoso la lleva en taxi a la Laguna Verde de Valparaíso, donde celebran, éste le agradece su ayuda al Frente y le da dinero para que pueda vivir unos meses en la clandestinidad —en contraste, Pinochet y su esposa, un matrimonio iracundo y sin amor, se ocultan en el Cerro Castillo de Viña del Mar, con una seguridad más discreta—. Carlos le dice a la Loca que se va mañana temprano a Cuba, y en un arrebato de pasión, le pregunta si quiere irse con él. Ella, por su parte, le responde que «toda la vida agradeceré esa pregunta», pero rechaza la invitación, afirmando que si su amor no se materializó allí, entonces tampoco lo hará en otro país.

## Conexiones con la realidad

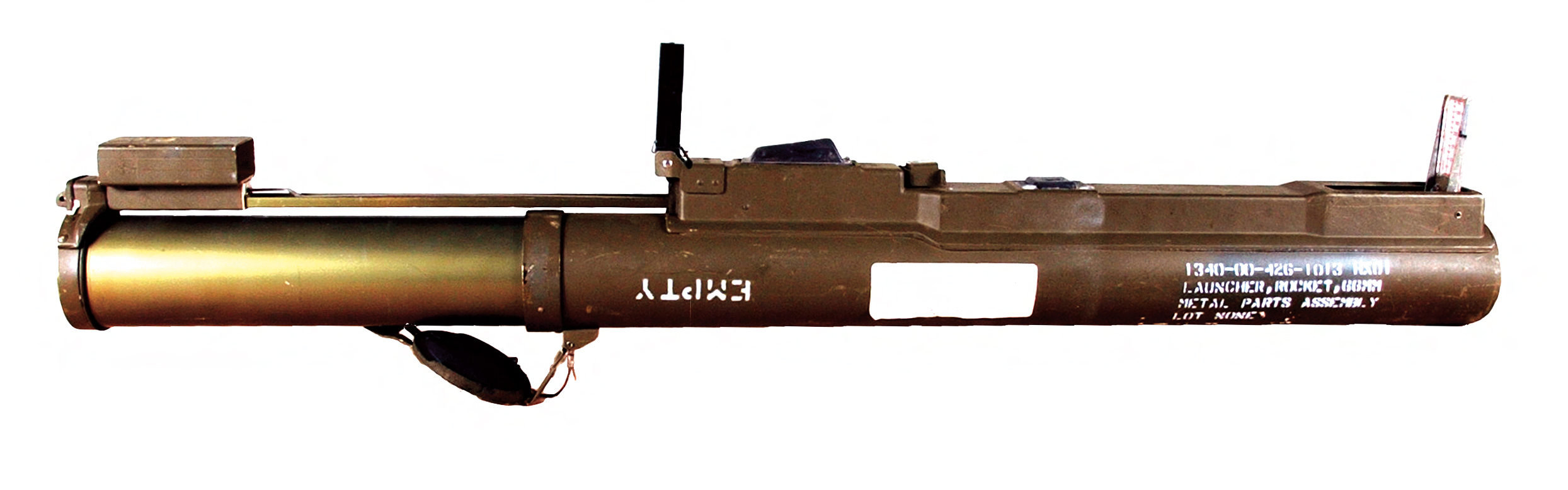
Lanzacohetes M72 LAW, como los usados por los «frentistas» durante el atentado.

La novela gira en torno a diversos eventos reales del Chile de 1986. El Frente Patriótico Manuel Rodríguez efectivamente existió, adjudicándose el 1 de mayo de ese año, en conmemoración del Día del Trabajador, el extenso corte de luz que afectó a la mitad del país. Posteriormente, el 7 de septiembre, sus miembros realizaron un atentado contra Augusto Pinochet en el camino al Cajón del Maipo, del que consiguió escapar sin daños.
También son reales las constantes protestas, la violencia de Carabineros de Chile para repeler a los manifestantes, y los anuncios de Radio Cooperativa, la cual desempeñó un importante papel de radiodifusión opositora a la dictadura militar, denunciando sus violaciones a los derechos humanos en la medida que le era posible.

## Recepción y crítica
Para el lanzamiento del libro, el autor, conocido por sus performances y apariciones travestis, lució un vestido de rojo intenso y con un tocado de plumas, en una ceremonia con un amplio público conformado por seguidores, políticos, cineastas, periodistas, y muy pocos escritores. La obra estuvo más de un año entre los libros más vendidos de Chile y tuvo un gran reconocimiento internacional, siendo traducida al inglés, el francés, el italiano y el alemán.
La novela recibió una excelente crítica por parte de la prensa nacional. Willy Haltenhoff escribió para el periódico La Nación que su escritura era la «más original y portentosa, por su barroquismo, del ambiente literario chileno, una imaginería de excepcional riqueza lingüística», asociándola con El beso de la mujer araña de Manuel Puig, y con las películas Fresa y chocolate y Antes que anochezca. José Promis, para El Mercurio, destacó el «estilo desenfadado, irreverente, sarcástico y, sobre todo, intencionadamente provocativo que siempre ha exhibido el autor», opinando que la lectura de esta obra «sobresalta, desconcierta, pero entretiene y tiene un sabor gratificante». Camilo Marks, para la revista Qué Pasa, por su parte, destacó la temática de la obra como única, considerándola «en parte la obra más destacada de su talento».
En 2002, Tengo miedo torero fue nominada en la III versión del Premio Altazor de las Artes Nacionales, en la categoría de «Narrativa», siendo no obstante superada por la obra Cuentos completos de José Miguel Varas.

## Adaptaciones
Pedro Lemebel, junto a la compañía de teatro Chilean Business —fundada por Rodrigo Muñoz, Claudia Pérez y Mario Soto—, adaptó esta novela a una obra de teatro, la cual fue estrenada en 2006. La misma compañía ya había adaptado anteriormente su libro de crónicas De perlas y cicatrices (2000), y unos años después estrenó Cristal en tu corazón (2009). La obra Tengo miedo torero, así como su actor Rodrigo Muñoz, fueron nominados en 2006 en la VII edición del Premio Altazor de las Artes Nacionales.
En 2019, comenzó a grabarse un largometraje homónimo basado en la novela, bajo la dirección de Rodrigo Sepúlveda y protagonizada por Alfredo Castro.